# テナガザル
テナガザル（手長猿）は、霊長目テナガザル科（テナガザルか、Hylobatidae）に属するサルの総称。名前の通り、前肢の長さが特徴的である。

## 分布
インド東端を西限、中国最南端を北限とし、バングラデシュ・ミャンマー・インドシナ半島を経て、マレー半島からスマトラ島、ジャワ島西部、ボルネオ島に至る地域。千年ほど前には黄河以北にも生息していたことが中国の文献に記載されている。

## 形態
現生ヒト上科の中では小型で、尻だこを持つ。体の大きさおよび犬歯の性差は小さい。前肢は後肢の1.7倍ほど長い。また、直径約9mmの穴があれば交尾可能であることが分かっている。

## 分類
テナガザル科はヒト上科に属しているが、同じくヒト上科に属するヒト科から分岐したのは2000万年から1600万年前と言われている。
以前は構成種全てがテナガザル属Hylobatesに分類され、一方でテナガザル属とフクロテナガザル属Symphalangusの2属に区別する説もあった。2001年にテナガザル属に含まれていた4亜属を独立属とする説が提唱された。
以下の分類・和名・英名は、主に日本モンキーセンター霊長類和名編纂ワーキンググループ (2024) に従う。
- フーロックテナガザル属 Hoolock
  - Hoolock hoolock ニシフーロックテナガザル Western hoolock gibbon
  - Hoolock leuconedys ヒガシフーロックテナガザル Eastern hoolock gibbon
  - Hoolock tianxing スカイウォーカーフーロックテナガザル Skywalker hoolock gibbon
- テナガザル属 Hylobates
  - Hylobates abbotti アボットハイイロテナガザル Abbott's grey gibbon
  - Hylobates agilis アジルテナガザル Agile gibbon
  - Hylobates albibarbis ボルネオシロヒゲテナガザル Bornean white-bearded gibbon
  - Hylobates funereus キタハイイロテナガザル Northern grey gibbon
  - Hylobates klossii クロステナガザル Kloss's gibbon
  - Hylobates lar シロテテナガザル White-handed gibbon
  - Hylobates moloch ワウワウテナガザル Silvery gibbon
  - Hylobates muelleri ミュラーテナガザル Müller's Bornean gibbon[2]
  - Hylobates pileatus ボウシテナガザル Pileated gibbon
- クロテナガザル属 Nomascus
  - Nomascus annamensis キタキホオテナガザル Northern yellow-cheeked crested gibbon
  - Nomascus concolor カンムリテナガザル Crested gibbon
  - Nomascus gabriellae ミナミキホオテナガザル Southern yellow-cheeked crested gibbon
  - Nomascus hainanus ハイナンテナガザル Hainan gibbon
  - Nomascus leucogenys キタホオジロテナガザル Northern white-cheeked gibbon
  - Nomascus nasutus カオヴィットカンムリテナガザル Cao-vit crested gibbon
  - Nomascus siki ミナミホオジロテナガザル Southern white-cheeked gibbon
- フクロテナガザル属 Symphalangus
  - Symphalangus syndactylus フクロテナガザル Siamang

## 生態
東南アジア地域では熱帯雨林、アジア本土では半落葉性モンスーン林に生息している。ほとんどの種では頭胴長 45-65 cm、体重 5.5-6.7 kgだが、フクロテナガザルは頭胴長 75-90 cm、体重約10.5 kg。樹上生活者であり、長い腕で「枝わたり」（ブラキエーション）をして林冠を移動して生活する。
1夫1妻で、子供を含めた4頭程度の群れを形成している。母親はふつう2-3年ごとに1頭の子供を産む。生後6年目ぐらいに性成熟、8年目までには社会的にも成熟し、それまでに群れを出て行っていなければ家族集団からの離脱が父親によってうながされる。

### 歌
テナガザルは歌を歌うことで知られている。主にカップルのオスとメスが交互に叫びあいながら、複雑なフレーズを取り混ぜたデュエットを行うのである。頻度は1日2回から5日で1回と種や社会的状況によっても異なる。縄張りの境界で集団が出会ったときなどは、1回の平均継続時間が35分と非常に激しくなる。この歌は家族間の絆を深めたり、他の群れに対してなわばりを主張したりすることに役立っていると考えられる。この歌い方は、種によってそれぞれ特色があるため、歌を聞き分けることにより、種の判別が可能である。

## 保護上の位置づけ
- ワシントン条約附属書I
- 中国国家一級重点保護野生動物

## 人間との関係

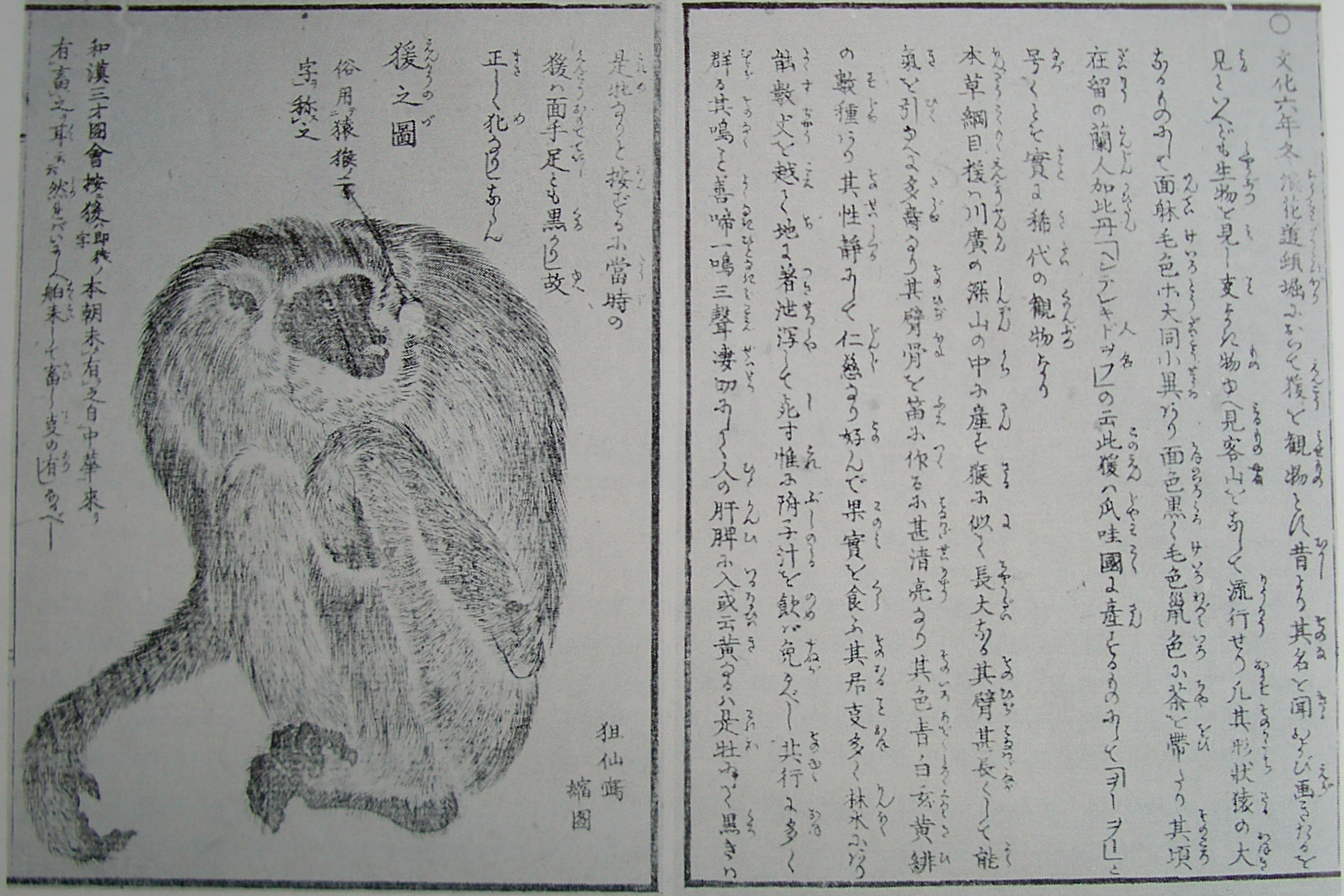
1809（文化6）年に大坂道頓堀で見世物になっていたテナガザルのスケッチ。「その形状猿（ニホンザル）の大なるものにて面体・毛色とも大同小異なり。面色黒く毛色ねずみ色に茶を帯びをり」とある。在留のオランダ人が言うには爪哇国（ジャワ島）に産するものであったという。

テナガザルの生活域である熱帯雨林は、伐採により減少しており、生活環境が脅かされている。また、ペットとしての捕獲もその生存を圧迫してきた。テナガザルの飼育の歴史は長く、古くは古代中国の王侯が飼育していた記録がある。ただしテナガザル科は全種牙が雌雄ともに鋭く、かまれると大怪我につながるうえ、動きも早いので木の上などにいる場合でもすばやく接近して攻撃を仕掛ける危険があるので、ペットとして飼うには向いていない。

### 猿猴捉月

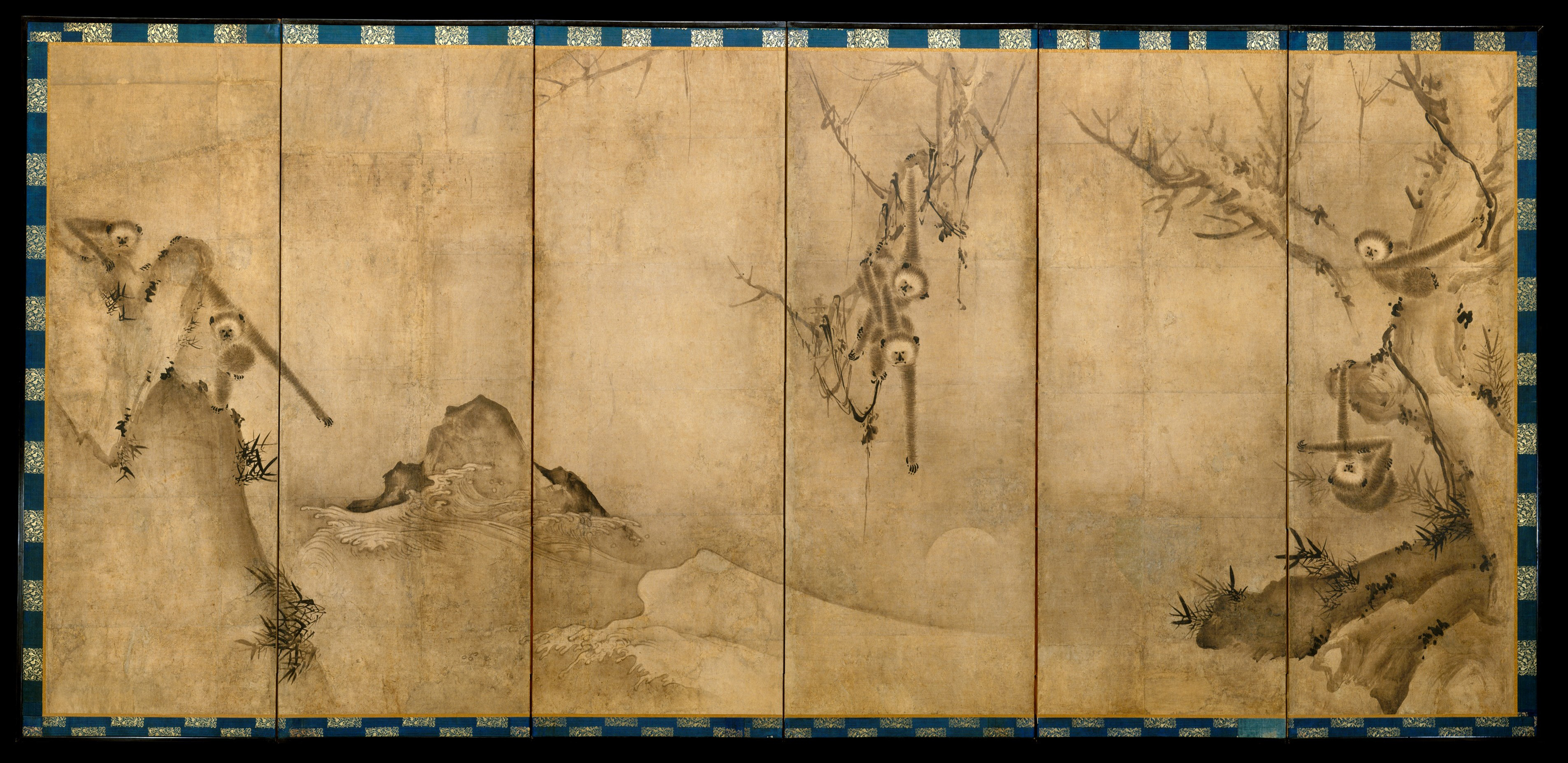
雪村筆『猿猴捉月図屏風』（メトロポリタン美術館所蔵）

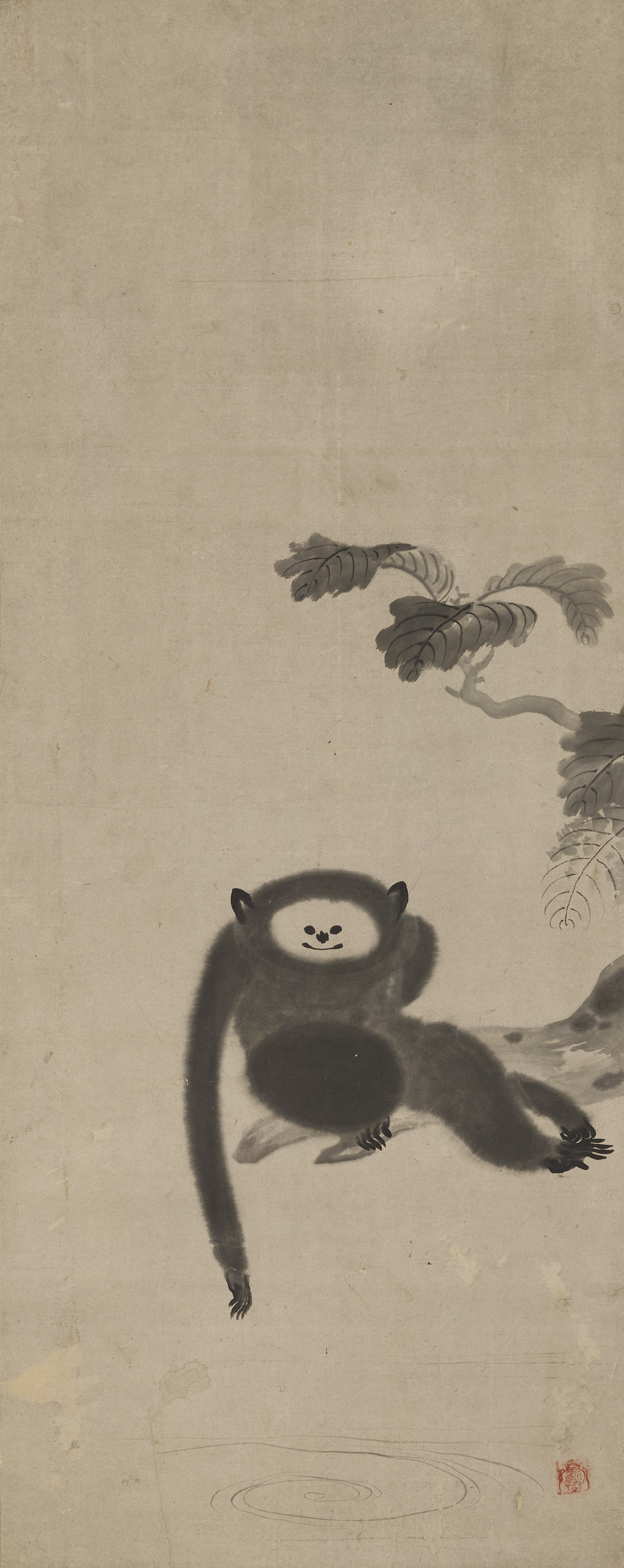
狩野山雪筆『猿猴図』（東京国立博物館所蔵）

仏教の戒律書である『摩訶僧祇律』巻第七には、「猿猴捉月」（えんこうそくげつ）として知られる猿猴（テナガザルのこと）の寓話が載る。話の内容は、500匹の猿猴が暮らしていた木の下に井戸があり、その水面に映った月を見たボスの猿猴が「月を救い出して世に光を取り戻してやろう」と手下に呼びかけ、これを掬い取ろうとして木の枝にぶら下がり、数珠つなぎに水面へ降りていったが、水面の月に手が届く寸前で枝が折れてしまい、猿猴たちはことごとく水に落ちて溺死してしまったというもので、身の程知らずの望みに基づいた行動は失敗や破滅を招くという戒めを説いている。猿猴捉月は特に禅で好まれた題材で、「猿猴捉月図」として水墨画に描かれたりしたほか、茶釜の意匠に採られたりもしている。